# 岩井文男 (教育家)
岩井 文男（いわい ふみお、1902年（明治35年）8月9日 - 1983年（昭和58年）8月12日）は、日本基督教団牧師、教育者。

## 生い立ち・略歴
群馬県北甘楽郡高瀬村に生まれる。1918年（大正7年）16歳で、日本組合甘楽（基督）教会にて岡部太郎牧師より受洗。同志社大学法学部政治学科卒業。三井銀行に入行したが2年で退職。大学の恩師で法学部教授・中島重に共鳴、日本労働者ミッション派遣員として京都府綴喜郡下草内村で伝道、のち、賀川豊彦の支援により岐阜県加茂郡富田村で農民福音運動やセツルメント活動に従事、兼松沢一らを指導した。
1934年（昭和9年）-1937年（昭和12年）、同志社大学文学部神学科に学んだ後、日本組合渋谷基督教会、日本組合永福町基督教会牧師を歴任。
1941年（昭和16年）6月の日本基督教団設立後、第3部主事、総務局主事を経て、1946年（昭和21年）旧知の兼松らの招きで岐阜県に「日本基督教団 坂祝（さかほぎ）教会（現在、中濃教会）」を設立し農村伝道に従事。
その間、日本基督教団農村伝道特別委員、農村伝道神学校理事などを務めた。
1952年（昭和27年）同志社大学の大下角一（当時、神学部長）の招きにより同志社大学宗教部主事、のち宗教部部長、神学部教授（実践神学）、同志社大学学生部長を歴任、日本基督教団 丹波教会牧師を兼務。
1961年（昭和36年）、湯浅正次の招きにより新島学園中学・高等学校の校長に就任、1980年（昭和55年）新島学園学園長となる。1983年（昭和58年）新島学園女子短期大学設立に尽力し、初代学長となった。
1983年（昭和58年）8月12日死去（81歳）。
上掲略歴は岩井健作による『日本キリスト教歴史大事典』の項目「岩井文男」の記述に依拠するが、「岩井文男関係年表」に詳細が整理されている。

## 新島学園と岩井
- 1961年（昭和36年）8月、同志社大学神学部教授、学生部長、並びに丹波教会牧師を辞任して、新島学園中学・高等学校長に就任
- 1980年（昭和55年）岩井文男が学園長に、新藤二郎が第４代校長に就任
- 1983年（昭和58年）4月開学の新島学園女子短期大学の初代学長に就任
- 1983年8月12日、死去（81歳）、翌13日、東京都民教会で井上喜雄牧師説教・司式による告別礼拝
- 1983年9月24日、新島学園中学高校体育館で、棟方文雄牧師の説教によって追悼礼拝[3]

追悼礼拝説教「彼は死んだが信仰によって今もなお語っている」（ヘブライ人への手紙 11:4）
説教者・棟方文雄（1911-1988、当時西宮教会牧師）は岩井文男の同志社神学部の同期生
なお、『日本キリスト教歴史大事典』（1988）の項目「新島学園」の執筆者は岩井文男である。
岩井文男自身は、新島学園校長時代に出版した『海老名弾正』（日本基督教団出版局 1973）の「まえがき」（1972年10月11日）の中で、新島学園校長の多忙さを率直に次のように書いている。中高の校長職の「雑務」とは、その職を経験した者にしかわからない多忙さかもしれない。
”教団出版局からの依頼に、多少自ら危ぶみつつ執筆を引き受けたものの、筆者はただいま田舎の小さな中学・高等学校の校長兼小使いのような仕事にたずさわっているために、雑務に追われて充分な時をさくことができず、ほとんどこま切れ時間を利用しての執筆である。”

## 家族
1902年（明治35年）8月9日、群馬県北甘楽郡高瀬村（現、富岡市上高瀬村）の農家（養蚕、椎茸生産）に生まれる。父は日本組合甘楽（基督）教会の信徒。文男は1918年（大正7年）16才で受洗し、日本組合甘楽教会での2代目の信徒となる。
妻：まき江は安中教会の3代目信徒。初代・松井十蔵は1883年（明治16年）に海老名弾正から洗礼を受けている。安中教会創立は1878年（明治13年）なので、十蔵は安中教会の初期信徒に数えられる。まき江は十蔵の孫で安中教会3代目信徒、次男の岩井健作は、十蔵の曾孫になり安中教会４代目信徒（健作は現在、安中教会教会員）。
両親（著者の両親：松井十蔵・たく、のこと）は一生涯熱心な信仰生活を全うしたが、その影響で曾孫の中から2人の牧師が出ている。一人は新藤きよの孫で現在 日本基督教団神戸教会の牧師岩井健作であり、他は次女・半田そのの孫で現在 原市教会の牧師である村田元で、両氏共、組合教会派の若手牧師として活躍している。
岩井文男は、夫人まき江との間に、要、岩井健作、勇児、善太、百合子、光世、（石井）恵子の五男二女がいたが、百合子、光世は敗戦の前後に早生、坂祝教会（現中濃教会）の墓地に眠る。

## 信仰と教育思想の系譜
次男・健作は1988年（昭和63年）に執筆した『日本キリスト教歴史大事典』の項目「岩井文男」で次のように書いた。
”信仰においては社会的キリスト教運動の流れをくむ、農村生活を基盤とした農本主義を、教育思想においては新島襄の＜百年の計＞の一環を継承する人格主義をとった。”
2012年（平成24年）の「岩井文男と賀川豊彦の農民福音学校」（賀川豊彦学会論叢20号）の中で、岩井健作は文男の信仰への影響として「賀川豊彦・新島襄」に加えて「海老名弾正・柏木義円・中島重」の名前を加えている。
”信仰は海老名弾正、特に柏木義円の感化を受け、自由主義的・正統主義。中島重・賀川豊彦のキリスト教社会思想を基盤とした農民運動・農村伝道に従事。教育では新島襄の人格主義を継承する。”
伊藤義清も『教界人物地図―牧師の子供たち』（教友社 2004）の「岩井要」の章で、次のように同様の名前を挙げているが、伊藤はここで名前の順番に意味を含ませているのかもしれない。
”岩井文男は生涯を通して新島襄、柏木義円、海老名弾正、中島重、賀川豊彦らの影響を強く受けた。彼らは皆、イエスの愛と良心に生きた人であり、岩井文男の一生もそれであった。”

## キリスト教社会主義
前掲の岩井健作が信仰の系譜として指摘する”社会的キリスト教運動”について、竹中正夫は『日本キリスト教歴史大事典』（1988）の項目「キリスト教社会主義」の中で、次のように岩井文男の名前を挙げている。少し長くなるが引用する。
”大正末期から昭和のはじめにかけて日本の資本主義体制が確立されるにつれ、その矛盾を批判的に捉える社会運動が台頭し、キリスト者の中に社会主義への関心が高まっていった。これには、ふたつの流れがある。（中略）もうひとつの流れは、中島重を中心とする社会的キリスト教の運動で、昭和の初め賀川豊彦によって刺激を受けた同志社の学生、教職員たちが、中島を中心にして27年同志社労働者ミッションを設立、農村や労働者の中にキリスト教に根差した実践活動をするとともに教会形成を目指し、岩井文男、中村遥、石田英雄、金田弘義らが実践に当り、月刊誌『社会的キリスト教』（1932-41）を機関誌とした。学生キリスト教運動が社会的危機意識にかられた抽象性をもって過激になっていったのに対し、社会的キリスト教の場合は、キリスト教の信仰に根差した地道な社会実践を主眼としていたが、神の国と社会的共同体の関連において批判的検討の余地を残していた。”

## 敬虔なるリベラリスト
新島学園女子短期大学設立から４ヶ月、設立に尽力した学長・岩井文男は1983年（昭和58年）8月12日に亡くなった。翌年1984年（昭和59年）8月には『敬虔なるリベラリスト：岩井文男の思想と生涯』（新島学園女子短期大学 新島文化研究所編、新教出版社 1984）が出版される。
原誠（執筆当時 新島文化研究所研究主任）はその「解題」の中で岩井文男の生涯を５つの時期に分類した。
”我々は岩井の生涯をたどる時、その生涯が概ね五つの時期に区分されると考えた。それは
1. 同志社大学法学部在学中に受けた社会的キリスト教の思想的信仰の影響と、それに身を投じていった京都府下、岐阜県下での農村伝道の時期。
2. そこから身を引いての神学校での研鑽と、開拓伝道であるとはいえ、いわゆる教会の牧師として生活を送った時代。しかも岩井はこの時、合同した日本基督教団の第三部の主事としてこの「教団合同」を実務的責任を担って体験したのである。
3. 敗戦後の荒廃の中で、かつて失敗した農村伝道へと再び入って行く坂祝教会時代。
4. 丹波教会という農村教会の牧会をなしつつではあるが、一転して同志社大学での教授として、また宗教部長、学生部長として、大学の行政組織の中に身を置いた時期。
5. 岩井の最後の働き場となった新島学園校長の時代。”
この区分の最後の「新島学園校長」の時代は22年と最も長いのだが、原誠は次のように「解題」の中で、岩井文男の主戦場は「農村」であり「教会」であったと書いている。
”たしかに岩井は名校長であった。しかし、ありていにいえば岩井の本領は「新島学園」にはなかった。岩井自ら記すとおり（本書19頁）である。さらにいえば、いわゆる「大学教授」でも「神学教師」でもなかった。しかしそれは、岩井の能力が欠如していたということを全く意味しない。彼はそこでも充分にその場での役割を担ってあまりある力があったが、彼の主戦場は農村であり、教会であったといえよう。彼の信仰と思想の底流には、ふつふつと燃えるがごときキリストへの正統的な信仰と政治学徒として養われた自覚的な社会的認識が共存していた。”

## 著書
『海老名弾正』（日本基督教団出版局 1973）